# Dibenzotiofen
Dibenzotiofenul (sulfura de difenilen) este un compus organic heterociclic triciclic cu formula chimică C12H8S, fiind format din două nuclee benzenice condensate cu un nucleu central tiofenic. Este un compus solid, incolor, similar din punct de vedere chimic cu antracenul. Acesta și derivații său, în special cei alchil-substituiți, se regăsesc în fracțiile grele ale petrolului.

## Obținere și reacții
Dibenzotiofenul este preparat în urma reacției dintre bifenil și diclorură de sulf în prezență de clorură de aluminiu.
În urma reducerii cu litiu se realizează clivarea uneia dintre legăturile C-S. Reacția de S-oxidare duce la formarea unei sulfone, mai labilă decât dibenzotiofenul precursor. Prin reacția cu N-butillitiu se produce un proces de litiare în pozițiile 4- și 6-.